# Сидорчук Семен Юліанович
Сидорчук Семен Юліанович (1 вересня 1882, м. Кобринь Гродненської губернії—1932, м. Ковель) — польський архітектор.

## Біографія
Семен Сидорчук народився у сім'ї унтерофіцера, службовця Мінського залізничного жандармського поліцейського управління м. Ліда Віленської губернії Юліана Герасимовича Сидорчука і селянки Марії Качанкової у місті Кобрині.
По закінченні 7 класів Віленського реального училища, у 1900 році вступив до Петербурзького Інститут цивільних інженерів Імператора Миколи II. Закінчив у травні 1907 року Інститут з золотою медаллю та званням цивільного інженера, з правом на чин X класу.
30 квітня 1908 року Семен Сидорчук одружився з дворянкою Ользого Костянтинівною Писаревою (1889–1978), що через сім місяців, 1 грудня, народила дочку Ірину, яку пізніше називала чомусь Світланою.

## У Царському Селі
Семен Сидорчук у січні 1909 року вступив на службу до Царсько-сільського палацового управління на посаду помічника архітектора і був призначений на роботи зі спорудження гострозаразного відділення Царсько-сільського палацового шпиталю. Помічник архітектора при Царськосільскому палацовому управлінні з 8 січня 1909 року до 1 червня 1912 року.
Повітовий інженер при Царсько-сільському земстві. Проєктував лікарні, школи, мости, дороги, приватні будинки. У 1913 році запроєктував «Ратну палату». Будинок у стилі модерн стилізовано під новгородсько-псковську школу. За його проєктом зведена церква ікони Богородиці на військовому «Братському цвинтарі». Також спроєктував місцеву каналізацію і очисну біологічну станцію.
Три роки прослужив військовим інженером в російській армії. Нагороджений у березні 1915 року орденом Святої Анни 3-го ступеня. 6 грудня 1915 року був нагороджений орденом Святого Станіслава 2-го ступеня.
У квітні 1917 року подав прохання про звільнення.
З 19 червня 1917 року по 26 червня 1918 року — служив у війську військовим інженером у тимчасовій господарсько-будівельній комісії для будівництва фабрики вибухових речовин у місті Воронежі.
У 1918 році з приходом до влади більшовиків виїхав у Київ.
Інженер фахівець 5-го класу у сантехнічному відділі міністерства громадського здоров'я України з 20 серпня 1918 по 1 листопада 1919 року.
У 1919 році повернувся в рідне місто Кобринь, яке увійшов до складу Поліського воєводства Польщі.
Доробок у цей час:
- Будівництво за власним проєктом стрільбища для Лейбгвардії гусарського полку у Царському Селі,
- Створення проєкту та будівництво будівлі Ратної палати для військового музею у Царському Селі,
- Створення проєкту та будівництво дерев'яної церкви на військовому Братському кладовищі (Царське Село),
- Експлуатаційне управління і розвиток каналізації мережі Царського Села та станції біологічного очищення стоків,
- Проєкти розширення палацового (міського) госпіталю та санаторію для туберкульозних дітей в Царському Селі,
- Зйомка і план вирівнювання парку в Царському Селі,
- Будівництво кількох приватних вілл,
- Проєктування та будівництво доріг і мостів у Царськосельскому повіті,
- Проєктування та будівництво армійських казарм і радіотелеграфної станції,
- Проєктування та будівництво лікарняних та шкільних будівель у Царськосельському повіті,
- Будівництво та обладнання шпиталів військовий та Червоного Хреста під час війни,
- Будівництво банку та пошти при станції Воєйкова.

## В Поліському воєводстві
У 1920 році став заступником повітового інженера Кобринського повіту. Служить в дорожньо-мостовому відділі 4-ї армії. Відбудовував спалені мости в Берестейській фортеці.
Під час більшовицького наступу вступив до польського війська у дорожньо-мостовий підрозділ при 4-й армії, далі в 1-у інженерну групу. У якій відновив у Берестейській фортеці 2 мости.
З 1 січня 1921 року — районний архітектор Берестя. З 1923 року до листопада 1925 року працює старшим референтом Поліської окружної Дирекції громадських робіт. З 1925 до 1928 року головний архітектор Берестя.
13 травня 1927 року Семен Сидорчук одружився з 28-річною Фаїною Георгіївною Монтвіліцкою.
Протягом останніх 5 років спроєктував і побудував багато державних, комунальних та приватних будівель.
Автор проєктів:
- Державне дорожнє управління у м. Лунинці,
- електростанція у м. Кобрині,
- житловий квартал для державних службовців у Кобрині,
- «Новий квартал» для державних службовців у Бересті,
- Каса Хворих в Бересті
- триповерхова школа Талмуд-Тора у Бересті,
- залізнична школа у Бересті.

За його проєктами були реконструйовані торговельні ряди в Кобрині і Бересті, а також будівля казарми під школу в Бересті.

## АрхітекторЮзефського
У 1928 році переїхав у Рівне.
З 1928 по 1930 роки працює головним архітектором міста. Також займається приватною практикою. Автор проєкту «Волинських торгів» в м. Рівному, 1930 рік. У середині 1930 року стає головним архітектором Ковеля. У 1932 році брав участь у конкурсі на головного архітектора Луцька.
Автор проєктів:
- будинок української гімназії ім. М.Дубецького в Рівному,
- головний павільйон «Волинських торгів»,
- міська електростанція в Рівному,
- каналізація в Рівному,
- міст через р. Устя
- багатоквартирні житлові будинки (Рівне),
- типові будинки для м. Ратне.

За його проєктами реконструйована школа ім. Сенкевича і розбудований будинок сеймику в Рівному. Склав проєкти забудов частини Ковеля і Рівного.